# Chicago Hittite Dictionary
Das Chicago Hittite Dictionary (CHD) ist ein Projekt am Institute for the Study of Ancient Cultures, West Asia & North Africa (bis 2023 Oriental Institute) der University of Chicago mit dem Ziel, ein Wörterbuch der hethitischen Sprache zu verfassen. Es lehnt sich an das Chicago Assyrian Dictionary an und soll vor allem die veralteten Glossare des Hethitischen von Edgar Sturtevant (1936) und Johannes Friedrich (1952) ersetzen. Das Projekt wurde von Harry Angier Hoffner, Jr. und Hans Gustav Güterbock 1975 ins Leben gerufen und wird seit 2000 von Theo Van Den Hout sowie Petra Goedegebuure fortgeführt. Das vom National Endowment for the Humanities finanzierte Projekt ist bislang nicht abgeschlossen. Publiziert wurden mehrere Bände in den Lemmabereichen L-N, P und S.